# Лингоф
Лингоф (нем. Linhof) — старейшая германская компания, производитель фотоаппаратов среднего и большого формата.

## История компании
Компания Linhof Präzisions Systemtechnik GmbH была основана в 1887 году в Мюнхене Валентином Линхоф (Valentin Linhof). Компания начала производство затворов для фотоаппаратов. Линхоф разработал собственную конструкцию дисковового секторного затвора (англ. leaf shutter). Производство фотоаппаратов Linhof начала в 1889 году. Первый фотоаппарат Linhof имел размер кадра 9х12 см. Производство затворов было передано мюнхенской компании Compur Monitors GmbH & Co.
После смерти Валентина Линхофа в 1929 году копанию приобрёл Николай Карпф (Nikolaus Karpf). В 1936 году компания начала производство фотоаппаратов серии Technika. В 1972 — 1973 годах компания разработала камеру для аэрофотосъёмки Linhof Aero Technika.
В 1998 году была основана компания Linhof Präzisions-Systemtechnik GmbH.

## Фотоаппараты «Лингоф»

### Фотоаппараты со складным мехом

#### 6x9 см
- Linhof Ur-Technika — 1934 год.
- Linhof Technika
- Linhof Technika III — впервые в фотоаппаратах Linhof появился встроенный дальномер. Производится с 1946 года. Выпускалась в пяти вариантах под одним названием. Производство пятой версии началось в 1955 году.
- Linhof Technika IV — практически идентична Technika III. Выпускалась с 1956 года по 1964 год.
- Linhof Super Technika IV — вариант с встроенным дальномером назывался Super Technika, без встроенного дальномера — Technika.
- Linhof Technika 70 — версия Technika V. Производилась с 1962 года по 1979 год.
- Linhof Studienkamera 70
- Linhof Super Technika V = Super Technika 23

#### 4x5 дюйма (9х12 см)
- Linhof 34 — Производилась с 1934 года по 1936 год.
- Linhof Technika II — Производилась с 1937 года по 1943 год.
- Linhof Technika Medizin — Производилась с 1937 года по 1943 год.
- Linhof Standard Press — Пресс-камера.
- Linhof Technika III
- Linhof Technika IV
- Linhof Super Technika IV
- Linhof Technika V — улучшенная версия Technika IV. Производилась с 1963 года по 1976 год. Впервые в фотоаппаратах Linhof появились универсальные объективы и дальномеры. До этой модели индивидуальный дальномер подгонялся к индивидуальному объективу.
- Linhof Super Technika V
- Linhof Master Technika = Master Technika Classic — производится с 1972 года. Немного изменённая Technika V.
- Linhof Master Technika 2000 — улучшенная версия Master Technika. Производится с 1994 года. Электронный дальномер не был совместим с ранними моделями, и был снят с производства в 1998 году.

#### 13x18 см
- Linhof Technika
- Linhof Technika III
- Linhof Super Technika V

##### 18x24 см
- Linhof Präzisionskamera 18x24 (Technika) — с 1937 года по 1943 год произведено 10 экземпляров.

#### 4х5 дюйма
- Linhof Color 4x5 — производился с 1959 года по 1964 год. Монорельсовый со складным мехом.

### Дальномерные
- Linhof Technika Press — версия Super Technika IV. Производилась с 1956 года по 1963 год.
- Linhof Weitwinkelkamera 65
- Linhof Press 70 — Производилась с 1963 года по 1969 год. С двумя анатомическими ручками. Автоматическая коррекция параллакса. Селеновый экспонометр.
- Linhof 220 — камера с вертикальной ориентацией кадра 6x7. Сдвоенный дальномер. Селеновый экспонометр. Производилась с 1966 года по 1982 год.
- Linhof 220 PL
- Linhof 220 RS
- Linhof Technar 45 (4x5")

### Панорамные
Серия механических фотоаппаратов. Ранние версии выпускались с не сменяемым объективом, чаще всего Schneider Kreuznach.

#### 6x12 см
- Technorama 612PC — разработана на смену Technorama 617, но компания продолжила выпуск 617 серии. Объектив Schneider Super Angulon 65 мм/5,6 или Carl Zeiss Sonnar 135 мм/5,6.
- Technorama 612PC II
- Technorama 612PC III

#### 6x17 см
- Technorama 617 — 1970-е годы. Не сменяемый объектив Schneider Super Angulon 90 мм/5,6.

4 кадра на плёнке типа 120 или 8 кадров на плёнке типа 220.
- Technorama 617S — 1994 год. Не сменяемый объектив.
- Technorama 617S III — 2000-е годы. Сменяемый объектив.

### Для аэрофотосъемки
- Aero Press
- Electric 70
- Aerotronica 69 (6x9)
- Aero Technika (4x5")
- Aero Technika 45 (4x5")
- Aero Technika 45EL (4x5")
- Aero Technika 18x24